# Pyrrhulina rachoviana
Pyrrhulina rachoviana es una especie de peces de la familia Lebiasinidae en el orden de los Characiformes.

## Morfología
Los machos pueden llegar alcanzar los 3,9 cm de longitud total.

## Hábitat
Es un pez de agua dulce y de  clima tropical (15 °C-22 °C).

## Distribución geográfica
Habita el sur de Brasil y la mesopotamia argentina en la cuenca del Plata.